# 大道寺俊典
大道寺 俊典（だいどうじ としのり、1966年〈昭和41年〉11月23日 - ）は、日本のスタントマン、スーツアクター、殺陣師、監督。
169cm、62kg。血液型はO型。山形県出身。剣武会代表。

## 人物・経歴
- ジャパンアクションクラブ（現ジャパンアクションエンタープライズ）の養成所に通っていたが、卒業前から大野剣友会に所属する。
- 小柄な体格を生かし、『スケバン刑事シリーズ』や『東映不思議コメディーシリーズ』では、主に女性の登場人物のスタントを担当。『美少女仮面ポワトリン』『有言実行三姉妹シュシュトリアン』では、男性ながら超ミニスカートでのアクションをこなした。この頃、クレジットに「大導寺俊典」と表記されるが、これは東映の誤表記によるもので、「1番組が終わるまで」と言われてそのままだったという。
- 1997年5月、大野剣友会の岡田勝社長承諾のもと、剣友会内に城谷光俊等と共に剣武会セピアを設立。ゆえに、しばらくの間、剣武会の公式サイトは大野剣友会の公式サイトの1コーナーにあった。
- 1999年11月、「剣武会セピア」から「SAP剣武会」に名称変更。
- 2001年8月、岡田勝社長と大野幸太郎会長より暖簾分けされ、独立となる。
- 中山史郎（ザ・ワークス取締役副社長）から強く勧められたことがSAP剣武会を作るきっかけとなった。
- SAP剣武会立ち上げ後はスタントマンより殺陣師としての活動がメインとなっている。またアクション監督を務めた『魔弾戦記リュウケンドー』では本編監督としてデビューも果たした。
- スタッフ・俳優・女優・アクターや同業者間での通称は「頭（かしら）」。
- 『トミカヒーローシリーズ』には並々ならぬ思い入れがあり、自身がかかとを骨折した際も休むことなく撮影現場に足を運んだという。
- 2024年時点事務所の名称は「剣武会」となっている[注 1]。

## 代表作品
- 大江戸捜査網（テレビ東京系） - 殺陣師（殺陣師・高倉英二の指導による）
- スケバン刑事シリーズ（1985 - 1987年、フジテレビ系） - スタント
- 少女コマンドーIZUMI（1987年11月5日 - 1988年2月18日、フジテレビ系） - スタント
- 東映不思議コメディーシリーズ 美少女シリーズ（フジテレビ系）
  - 魔法少女ちゅうかなぱいぱい!（1989年1月15日 - 7月9日） - スタント
  - 魔法少女ちゅうかないぱねま!（1989年7月23日 - 12月24日） - スタント
  - 美少女仮面ポワトリン（1990年1月7日 - 12月30日） - スタント
  - 不思議少女ナイルなトトメス（1991年1月6日 - 12月29日） - スタント
  - 有言実行三姉妹シュシュトリアン（1993年1月10日 - 10月31日） - スタント
- 魔弾戦記リュウケンドー（2006年1月8日 - 12月31日、テレビ東京系） - アクション監督、監督
- トミカヒーローシリーズ（テレビ東京系）
  - トミカヒーロー レスキューフォース（2008年4月5日 - 2009年3月28日） - アクション監督、監督
  - トミカヒーロー レスキューファイアー（2009年4月4日 - 2010年3月27日） - アクション監督、村の長役
- 金曜エンタテイメント 刑事調査官 玉坂みやこシリーズ（フジテレビ系） - 殺陣師
- 月曜ミステリー劇場（TBSテレビ系）
  - 税務調査官・窓際太郎の事件簿シリーズ - 殺陣師
  - 自治会長・糸井緋芽子社宅の事件簿シリーズ - 殺陣師
  - 財務捜査官 雨宮瑠璃子シリーズ - 殺陣師
- ドラマ24（テレビ東京系）
  - Xenos（2007年1月12日 - 3月30日） - 殺陣指導
  - 秘書のカガミ（2008年4月12日 - 6月28日） - アクション指導
- 浪花少年探偵団（2012年7月2日 - 9月17日、TBSテレビ系） - 殺陣監修[2]
- 金曜プレステージ 屍活師 女王の法医学
（2013年9月27日、フジテレビ系） - 殺陣指導
- スペシャルドラマ 事件救命医〜IMATの奇跡〜（2013年10月6日、テレビ朝日系） - スタント
- サムライ・ロック（2015年6月6日公開、スターキャット） - アクションコーディネーター[3]
- スミカスミレ 45歳若返った女（2016年2月5日 - 3月25日、テレビ朝日系） - スタントコーディネート
- 警視庁ゼロ係〜生活安全課なんでも相談室〜シリーズ（2016年 - 2019年、テレビ東京系） - 技斗
- 日曜イベントアワー 春の新作ミステリー 更生補導員・深津さくら 殺人者の来訪～告解者～（2017年3月26日、テレビ東京系） - 技斗

他多数

### ここ最近の作品
- 税務調査官・窓際太郎の事件簿シリーズ - アクション監督
  - 第34作（2018年8月6日、TBSテレビ系）
  - 第35作（2020年12月6日、BS-TBS）
- 笑ってはいけないシリーズ（日本テレビ系） - アクション監督
  - 絶対に笑ってはいけない青春ハイスクール24時!（2019年）
  - 絶対に笑ってはいけない大貧民GoToラスベガス24時!（2020年）
- 逆転人生（2019年 - 、NHK総合） - アクション監督
- 奪い愛、夏（2019年8月8日 - 9月26日、AbemaTV） - アクション監督
- NHKスペシャル パラレル東京（2019年12月2日 - 12月5日、NHK総合） - アクション監督
- オトナの土ドラ→土ドラ（東海テレビ・フジテレビ系）
  - 悪魔の弁護人・御子柴礼司 〜贖罪の奏鳴曲〜（2019年12月7日 - 2020年1月25日） - アクション監督
  - 隕石家族（2020年4月11日 - 5月30日） - アクション監督
  - さくらの親子丼 第3シリーズ（2020年10月17日 - 12月19日） - アクション監督
  - 最高のオバハン 中島ハルコシリーズ - アクション監督
    - 第1シリーズ（2021年4月10日 - 5月29日）
    - 第2シリーズ（2022年10月8日 - 12月10日）

  - 僕の妻は発達障害（2021年6月4日 - 7月23日） - アクション監督
  - 准教授・高槻彰良の推察（フジテレビ×WOWOW） - アクション監督
    - Season1（2021年8月7日 - 9月25日）
    - Season2（2022年3月5日 - 3月26日）

  - 東海テレビ×WOWOW共同製作連続ドラマ
ギフテッド
    - Season1（2023年8月12日 - 10月1日） - アクション監修[4]
    - Season2（2023年10月14日 - 12月2日、WOWOW / 2024年6月8日 - 6月29日、フジテレビ系） - アクション
- 特命おばさん検事! 花村絢乃の事件ファイルスペシャル（2019年12月20日、テレビ東京系） - アクション監督
- ワールド極限ミステリー（2020年、TBSテレビ系） - アクション監督
- アースジェット（2020年、CM）- アクション監督
- エ・キ・ス・ト・ラ!!!（2020年1月17日 - 3月20日、関西テレビ） - アクション監督
- ドラマL（テレビ朝日系・朝日放送）
  - この男は人生最大の過ちです（2020年1月19日 - 3月22日） - アクション監督
  - 3Bの恋人 絶対に付き合ってはいけない男たちとの危険な恋物語（2021年1月10日 - 3月14日） - アクション監督
  - ジモトに帰れないワケあり男子の14の事情（2021年4月18日 - 6月20日） - アクション監督
- ドラマ特区（毎日放送・TBSテレビ系）
  - ホームルーム（2020年1月24日 - 3月27日） - アクション監督
  - 俺たちはあぶなくない クールにさぼる刑事たち（2020年9月18日 - 11月6日） - アクション監督
- 金曜ナイトドラマ（テレビ朝日系）
  - セミオトコ（2019年7月26日 - 9月13日） - アクション監督
  - 女子高生の無駄づかい（2020年1月24日 - 3月6日） - アクション監督
  - 家政夫のミタゾノ
    - 第4シリーズ（2020年4月24日 - 7月24日） - アクション監督
    - 第5シリーズ（2022年4月22日 - 6月10日） - アクション監督

  - 真夏の少年〜19452020（2020年7月31日 - 9月18日） - アクション監督
  -  愛しい嘘 優しい闇（2022年1月14日 - 3月4日） - アクション監督
  - NICE FLIGHT!（2022年7月22日 - 9月9日） - アクション
  - 伝説の頭 翔（2024年7月19日 - 9月6日） - アクション監督
- 土曜ナイトドラマ（テレビ朝日系）
  - アリバイ崩し承ります（2020年2月1日 - 3月14日） - アクション監督
  - 先生を消す方程式。（2020年10月31日 - 12月19日） - アクション監督
  - モコミ 彼女ちょっとヘンだけど（2021年1月23日 - 4月3日） - アクション監督
  - 泣くな研修医（2021年4月24日 - 6月26日） - アクション監督
  - 言霊荘（2021年10月9日 - 12月18日） - アクション監督
- 東放学園映画専門学校・映画VFX専攻科 特撮VFX撮影実習、卒業製作 - 殺陣、アクション指導、キャスティングなど[5]
- ファーストラブ（2020年2月22日、NHK BSプレミアム） - アクション監督
- SoftBank 勝手にHERO'S 5G ｢登場編｣（2020年、CM）
- 木曜ドラマF→モクドラF→木曜ドラマ（読売テレビ・日本テレビ系）
  - ギルティ この恋は罪ですか?（2020年4月2日 - 8月6日） - スタント監修
  - アンラッキーガール!（2021年10月7日 - 12月9日）- アクション監督
  - さよならの向う側（2022年9月22日 - 10月13日） - アクション監督
- HERO2020（2020年、映画）- アクション監督
- シックスティーン症候群（2020年6月19日 - 8月6日、FOD / 2020年7月29日 - 9月16日、フジテレビ系） - アクション監督
- 嫌われ監察官 音無一六シリーズ（テレビ東京系） - アクション監督
  - 第6作（2020年9月7日）
  - 金曜8時のドラマ（2022年5月6日 - 6月17日）
- ドラマスペシャル 庶務行員・多加賀主水（2020年9月24日、テレビ朝日系） - アクション監督
- 星の子（2020年、映画） - アクション監修
- 吉祥寺ゴーゴー（2020年、短編映画） - アクション監督
- さんかく窓の外側は夜（2021年、映画） - アクション監督
- 警視庁ゼロ係〜生活安全課なんでも相談室〜（テレビ東京系） - アクション監督
  - 出張捜査スペシャル（2021年1月25日）
  - SEASON5（2021年4月30日 - 7月2日）
- 有田プレビュールーム（2020年、TBSテレビ系） - アクション監督
- 月曜プレミア8（テレビ東京系）
  - 警視庁遺失物捜査ファイル（2020年8月24日） - アクション監督
  - 屍活師 女王の法医学（2021年5月31日） - 殺陣指導
- DA PUMP Soldiers〜慈しむ者たち（2020年9月30日発売、エイベックス・エンタテインメント）
- 連続ドラマW（WOWOW）
  - 夜がどれほど暗くても（2020年11月22日 - 12月13日） - アクション監督
  - コールドケース3-真実の扉-（2020年12月5日 - 2021年2月13日） - アクション監督
  - 連続ドラマW-30 ウツボラ（2023月24日 - 5月12日） - アクション監督
- 土曜ドラマ（NHK総合）
  - ノースライト（2020年12月12日 - 12月19日） - アクション監督
  - 正義の天秤（2021年9月25日 - 10月23日） - アクション監督
  - 一橋桐子の犯罪日記（2022年10月8日 - 11月5日） - アクション監督
- ドラマスペシャル 黒革の手帖～拐帯行～（2021年1月7日、テレビ朝日系） - アクション監督
- バイプレイヤーズシリーズ - アクション監督
  - ドラマ24 バイプレイヤーズ 名脇役の森の100日間（2021年1月9日 - 3月27日、テレビ東京系）
  - 映画 バイプレイヤーズ もしも100人の名脇役が映画を作ったら（2021年、映画）
- 真夜中ドラマ（BSテレビ東京・テレビ大阪）
  - 高嶺のハナさん（2021年4月11日 - 6月27日） - アクション監督
  - まったり!赤胴鈴之助（2022年1月9日 - 3月27日） - アクション監督
- よるドラ（NHK総合）
  - きれいのくに（2021年4月12日 - 5月31日） - アクション監督
  - カナカナ（2022年5月16日 - 6月30日） - アクション監督
- ドラマ+ 結婚できないにはワケがある。（2021年4月19日 - 6月20日、朝日放送 / 2021年4月20日 - 6月22日、テレビ神奈川） - アクション監督
- 木曜劇場 推しの王子様（2021年7月15日 - 9月23日、フジテレビ系） - アクション監督
- 子供はわかってあげない（2021年、映画） - アクション監督
- マイ・ダディ（2021年、映画） - アクション監督
- ドラマプレミア23（テレビ東京系）
  - じゃない方の彼女（2021年10月11日 - 12月27日） - アクション監督
  - 95（2024年4月） - アクション監督
- ドラマ10（NHK総合）
  - オリバーな犬、 (Gosh!!) このヤロウ シーズン1（2021年9月17日 - 10月1日） - アクション監督
  - 群青領域（2021年10月15日 - 12月24日、NHK総合） - アクション監督
  - 正直不動産（2022年4月5日 - 6月7日） - アクション監督
- 金曜ドラマ 最愛（2021年10月15日 - 12月17日、TBSテレビ系） - アクション監督
- 私の正しいお兄ちゃん（2021年10月15日配信開始、FOD / 2022年1月11日 - 3月1日、フジテレビ系） - アクション監督
- プリテンダーズ（2021年、映画） - アクション監督
- 成れの果て（2021年、映画） - アクション監督
- 奪い愛、高校教師（2021年12月28日 - 31日、テレビ朝日系） - アクション監督
- 新春ドラマスペシャル 潜水艦カッペリーニ号の冒険（2022年1月3日、フジテレビ系） - アクション監督
- 火曜ドラマ ファイトソング（2022年1月11日 - 3月15日、TBSテレビ系） - アクション監督
- 灰色の壁-大宮ノトーリアス-（2022年、映画） - アクション監督
- 青野くんに触りたいから死にたい（2022年3月18日配信開始、WOWOWプライム / WOWOWオンデマンド） - アクション監督
- Re:member～サイカイ～（2022年3月25日配信開始、ひかりTV） - アクション監督
- ペットドクター花咲万太郎の事件カルテ（2022年3月26日、BS-TBS・BS-TBS4K） - アクション監督
- 家電侍（2022年4月2日 - 6月25日、BS松竹東急） - 殺陣師
- ドラマストリーム（TBSテレビ）
  - 村井の恋（2022年4月6日 - 5月25日） - アクション監督
  - パパとムスメの7日間（2022年7月27日 - 9月14日） - アクション監督
- 汝の名（2022年4月6日 - 5月25日、テレビ東京系） - アクション監督
- ゴキジェットプロ（2022年、CM） - アクション監修
- ラストサマーウォーズ（2022年、映画） - アクション監督
- TELL ME〜hideと見た景色〜（2022年、映画） - アクション監督
- オシドラサタデー トモダチゲームR4（2022年7月23日 - 9月10日、テレビ朝日系） - アクション監督
- スクロール（2023年、映画） - アクション監督
- ドラマ8 ダブルチート 偽りの警官（2024年4月26日 - 6月14日） - アクション監督
- 日曜ドラマ 降り積もれ孤独な死よ（2024年7月7日） - アクション監督
- ディアマイベイビー（2025年4月5日-） - アクション監督
- Drアシュラ（2025年4月16日 -） - アクション監督
- 能面検事（2025年7月11日-） - アクション監督
- 奪い愛、真夏（2025年7月18日-） - アクション監督
- リベンジ・スパイ（2025年7月5日-） - アクション監督
- 最後の鑑定人（2025年7月9日-） - アクション監督